# 梶田さくら
梶田 さくら（かじた さくら、1982年4月17日 - ）は、日本の元AV女優。

## 略歴
- 2001年 - 『チェリーブロッサム』でAVデビュー。

## 作品

### アダルトビデオ
2001年
- チェリーブロッサム（4月20日、MAX-A）
- Shout!!（5月15日、MAX-A）
- 露出願望（7月24日、MAX-A）
- 肉欲論（8月24日、SAMM）
- ロリ Mare Doll（10月17日、AVS）
- Back[s]（11月9日、ワープエンタテインメント）
- 喪服奴隷（12月14日、シネマジック）

2002年
- BONDAGE DESIRE 背徳淑女（1月25日、シネマジック）
- レッスンファックティーチャー（2月10日、グローリークエスト）
- Kiss（2月22日、MAX-A）
- 女優という生活 ACTRESS LIFE Vol.2（2月26日、シャイ企画）他出演:叶結香里
- PREMIUM　隼コレクション（2月27日、隼エージェンシー）他出演:清水かおり、広末奈緒、夢野まりあ、相沢優香、持田あゆみ、琴野まゆ、水嶋彩、倉持茜
- PET*S（4月9日、ドリームチケット）他出演:かとりこのみ、朝倉まりあ
- Miss フェラチオ（4月10日、ドリームチケット）他出演:末永亜美、渡瀬晶
- ACTRESS LIFE VOL.1 DVD完全版（4月19日、シャイ企画）他出演:広末奈緒、音咲絢、矢吹まりあ、叶結香里、高田のり
- R Queen（5月1日、ドリームチケット）他出演:中野千夏、くらもとまい
- Mの旋律（6月28日、シネマジック）
- Fourth フォース DKAT-08（7月12日、麒麟堂）共演:真崎ゆかり
- DREAM GIRLS ナマはめ（9月20日、プリンセスロード）共演:真崎ゆかり
- 4本チンポ VS 2人まんこ（9月20日、プリンセスロード）共演:真崎ゆかり

2003年
- ぶっかけバトル（7月18日、桃太郎映像）他出演:弓永真琴、香咲綾、岩崎千鶴
- 美少女ぶっかけスペルマ主義04（12月19日、アロマ企画）他出演:奥田麻衣、山下博子、眞木ありさ

2004年
- 喪服奴隷スペシャル 7（2月20日、シネマジック）他出演:岡田純菜、一色志乃、姿麗子
- The Best of collect 緊縛工場（3月26日、シネマジック）他出演:堤さやか、吉野瞳、金沢文子、小林ひとみ、渡瀬晶、零忍

発売年不明
- 恥ずかしいコト。（アウダースジャパン）
- 恥ずかしいコト。SPECIAL EDITION 強制淫語（アウダースジャパン）他9名出演